# Slag om Goor

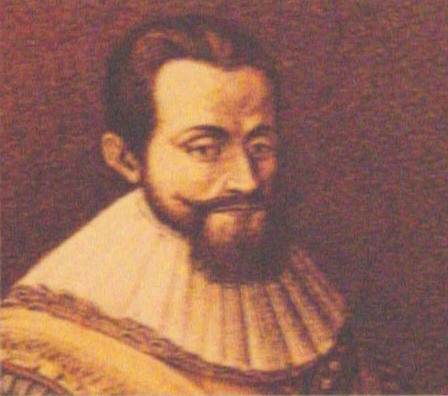
Maarten Schenk van Nydeggen

De Slag om Goor in 1581 was onderdeel van de Tachtigjarige Oorlog. De stad Goor werd belegerd door troepen van het Staatse leger onder leiding van Warmelo en Conradt Dirkz. De aanval duurde van 23 juli tot en met 1 augustus en resulteerde in de overgave van de aanvallers aan het Spaanse leger. Door het mislukken van de aanval zou Goor nog tot 1597 in Spaanse handen blijven.

## Voorgeschiedenis
Een groot deel van het graafschap Zutphen, en ook Deventer en omgeving was in handen van de Staatsen gevallen. De streek rondom Goor en Delden werd door Spaanse eenheden bezet, hun hoofdkwartier was in Oldenzaal gelegen. De drost van Twente, Johan van Voorst, en de drost van Salland, Eggerick van Ripperda willen van het Spaanse garnizoen af. De Geuzen hadden de kastelen Arkelstein en Dorth al ingenomen, en het was niet meer dan logisch om ook een poging te wagen tot verovering van Goor. Volgens een kaart van Jacob van Deventer uit die tijd bestond Goor toen uit twee omgrachte kernen gelegen aan de Regge die verbonden waren door de Bandijk waaraan lintbebouwing lag. Deze dubbelstad lag strategisch te midden van moerassen.

## Aanval
Op 23 juli werd een verrassingsaanval uitgevoerd onder leiding van Warmelo en Conradt Dirkz met ondersteuning van twee vendels ruiters uit Deventer. De Staatsen wisten de eerste dag meteen tot aan 't Schild door te dringen. Overste IJsselstein weet met zijn Spaanse troepen de aanvallers weer terug te dringen tot aan de Oude Kerk. Toen vervolgens Maarten Schenk van Nydeggen met Spaanse versterkingen arriveerde werden de aanvallers terug gedreven tot aan het Huis Scherpenzeel waarin zij zich wisten te verschansen. De Staatsen vernielden op hun terugtocht de kerktorens om te voorkomen dat deze als uitkijktoren zouden dienen voor de Spanjaarden. Hoewel Willem van Oranje geen toestemming had gegeven voor de aanval zond hij toch versterking, deze troepen kwamen echter te laat. Er was in de tussentijd reeds honger ontstaan onder de opgesloten Staatsen, zij hadden daarom hun paarden al moeten opeten. Op 1 augustus gaven de Staatsen zich over onder voorwaarde van een vrije aftocht voor ruiters en Geuzen. Spaanse soldaten vermoordden desondanks ongeveer honderd Geuzen en Huis Scherpenzeel werd totaal verwoest. De bevelhebber in Spaanse dienst Maarten Schenk was verbolgen over deze schending van het oorlogsrecht.

## Nasleep
Mogelijk was ook Francisco Verdugo in Goor, in zijn dagboek schrijft hij:
Hier hadden de vijanden een aanslag gepleegd op de schans te Goor. De onze waren op tijd toegesneld en hadden hen ingesloten in het huis van een edelman dat zich daar in de buurt bevond. Tengevolge van mijn aankomst en ook door gebrek aan voedsel gaven de vijanden zich over
De gevangenen werden afgevoerd naar kasteel Bleijenbeek, de overgebleven soldaten moesten beloven drie maanden niet meer tegen Filips II van Spanje te vechten. Pas tijdens de veldtocht van 1597 wisten troepen van prins Maurits Goor te veroveren.